# Baby Woodrose
Baby Woodrose es un grupo de música formado en Copenhague (Dinamarca) en 2001. Toma su nombre de la planta alucinógena Argyreia nervosa (conocida en inglés como «Hawaiian baby woodrose»).
En principio Baby Woodrose eran un proyecto personal de Lorenzo Woodrose, quien grabó Blows Your Mind, el primer álbum, él solo. Más adelante decidió que Baby Woodrose serían una banda de verdad, para lo que se alió con 'The Moody Guru' (Riky Woodrose, bajista) y 'Fuzz Daddy' (Rocco Woodrose, batería).
Como power trio han grabado varios álbumes más y en 2004 fueron nominados para los premios de la música daneses.

## Miembros
- Lorenzo Woodrose - Voz y guitarra
- 'The Moody Guru' (Riky Woodrose) - Bajo
- 'Fuzz Daddy' (Rocco Woodrose) - Batería

## Discografía
- Blows Your Mind! (Bad Afro, 2001)
- Money For Soul (Bad Afro, 2003)
- Live At Gutter Island (Bad Afro, 2003)
- Dropout! (Bad Afro, 2004)
- Love Comes Down (Bad Afro, 2006)
- Chasing Rainbows (Bad Afro, 2007)
- Baby Woodrose (Bad Afro, 2009)
- Third Eye Surgery (Bad Afro, 2012)